# Хуго XVI (XIV) фон Монфор-Ротенфелс-Васербург
Хуго XVI (XIV) фон Монфор-Ротенфелс-Васербург (на немски: Hugo XVI Graf von Montfort-Rothenfels-Wasserburg; Hugo XIV Graf von Montfort-Tettnang; † 21 ноември 1564) е граф на Монфор-Ротенфелс-Васербург-Тетнанг в Баден-Вюртемберг.

## Произход и наследство
Той е от влиятелния и богат швабски род Монфор/Монтфорт, странична линия на пфалцграфовете на Тюбинген. Син е на граф Хуго XV/XII фон Монфор-Ротенфелс-Васербург († 1519) и съпругата му Анна Сибила фон Цвайбрюкен-Лихтенберг († 1531), дъщеря на граф Симон VII Векер фон Цвайбрюкен-Бич († 1499) и Елизабет фон Лихтенберг († 1495). Внук е на граф Хуго XIII (XI) фон Монфор-Ротенфелс-Арген-Васербург († 1491) и първата му съпруга Елизабет фон Верденберг († 1467). Правнук е на Вилхелм IV фон Монфор-Тетнанг († 1439) и Кунигунда фон Верденберг († 6 ноември 1443). Брат е на граф Йохан II фон Монфор-Ротенфелс-Васербург († 1547/1548) и на граф Волфганг I фон Монфор-Ротенфелс-Васербург († 1541), дворцов съветник, австрийски щатхалтер (ок. 1489 – 1540).
След смъртта на прадядо му Вилхелм IV/V синовете му разделят графството Монфор-Тетнанг на три: Тетнанг, Ротенфелс, Арген (Васербург Арген с Лангенарген), също на Верденберг със собственостите в Реция.
Император Карл V (1500 – 1558) дава Тетнанг след 1525 г. на Хуго XVI, който основава линията Тетнанг-Ротенфелс-Тетнанг.

## Фамилия
Първи брак: с Мария Магдалена фон Шварценберг (* март 1510; † 1543), дъщеря на Кристоф I фон Шварценберг (1488 – 1538) и графиня Ева фон Монфор-Тетнаг (1494 – 1527), дъщеря на неговия братовчед граф Улрих VII фон Монфор-Тетнанг († 1520) и Магдалена фон Йотинген-Валерщайн († 1525). Те имат един син:
- Вилхелм X фон Монфор (умира млад)

Втори брак (вероятно): с Урсула фон Золмс-Лих. Те имат 13 деца, някои, които по други източници са от първия му брак с Мария Магдалена фон Шварценберг:
- Хайнрих IV († 31 август 1561), граф на Монфор-Ротенфелс, женен пр. 27 декември 1558 г. за Барбара фон Фюрстенберг-Хайлигенберг (* 1531; † пр. 2 октомври 1601), дъщеря на граф Фридрих III фон Фюрстенберг (1496 – 1559) и графиня Анна фон Верденберг-Хайлигенберг (пр. 1516 – 1554)
- Улрих VI († 16 март 1574), граф на Монфор-Тетнанг и Васербург, женен 1563 г. за Урсула фон Золмс-Лих (* 10 октомври 1528; † 16 февруари 1606), дъщеря на граф Райнхард I фон Золмс-Лих (1491 – 1562) и графиня Мария фон Сайн (1506 – 1586)
- Елизабет фон Монфор-Ротенфелс-Васербург († сл. 1556), сгодена 1540 г. за граф Фробен Кристоф фон Цимерн (1519 – 1566), омъжена на 11 май 1556 г. за фрайхер Йохан Якоб фон Кьонигсег (* ок. 1538; † 27 юли 1567)
- Катарина фон Монфор (* пр. 25 февруари 1536; † 26 декември 1594), омъжена 1551 г. за граф Улрих XI фон Хелфенщайн-Визенщайг (* 8 февруари 1524; † 17 януари 1570), син на граф Улрих X фон Хелфенщайн (1486 – 1548) и графиня Катарина фон Валдбург-Зоненберг (1495 – 1563)
- Елеонора фон Монфор († сл. 1610)
- Барбара фон Монфор-Тетнанг († 2/5 декември 1592), омъжена I. на 2 или 6 януари 1556 г. в Тетнанг за граф Кристоф I фон Фюрстенберг († 17 август 1559), II. 1564 г./на 2 януари 1566 г. за фрайхер Георг фон Фрундсберг-Минделхайм (* 1533; † 1 ноември 1586)
- Сибила фон Монфор († сл. 1551)
- Анна фон Монфор
- Клара фон Монфор
- Кунигунда фон Монфор
- Кристина фон Монфор
- Йохана фон Монфор († сл. 1551)
- дъщеря фон Монфор-Ротенфелс-Васербург († 1578), омъжена за граф Георг II фон Монфор-Пфанберг († 1590)

Той има от друга връзка един син:
- Конрад Монфортер